# THG1L
THG1L (англ. TRNA-histidine guanylyltransferase 1 like) – білок, який кодується однойменним геном, розташованим у людей на короткому плечі 5-ї хромосоми. Довжина поліпептидного ланцюга білка становить 298 амінокислот, а молекулярна маса — 34 831.
| 10         |  | 20         |  | 30         |  | 40         |  | 50         |
| ---------- |  | ---------- |  | ---------- |  | ---------- |  | ---------- |
| MWGACKVKVH |  | DSLATISITL |  | RRYLRLGATM |  | AKSKFEYVRD |  | FEADDTCLAH |
| CWVVVRLDGR |  | NFHRFAEKHN |  | FAKPNDSRAL |  | QLMTKCAQTV |  | MEELEDIVIA |
| YGQSDEYSFV |  | FKRKTNWFKR |  | RASKFMTHVA |  | SQFASSYVFY |  | WRDYFEDQPL |
| LYPPGFDGRV |  | VVYPSNQTLK |  | DYLSWRQADC |  | HINNLYNTVF |  | WALIQQSGLT |
| PVQAQGRLQG |  | TLAADKNEIL |  | FSEFNINYNN |  | ELPMYRKGTV |  | LIWQKVDEVM |
| TKEIKLPTEM |  | EGKKMAVTRT |  | RTKPVPLHCD |  | IIGDAFWKEH |  | PEILDEDS   |

A: Аланін

C: Цистеїн

D: Аспарагінова кислота

E: Глутамінова кислота

F: Фенілаланін

G: Гліцин

H: Гістидин

I: Ізолейцин

K: Лізин

L: Лейцин

M: Метіонін

N: Аспарагін

P: Пролін

Q: Глутамін

R: Аргінін

S: Серин

T: Треонін

V: Валін

W: Триптофан

Кодований геном білок за функцією належить до трансфераз. 
Задіяний у таких біологічних процесах, як процесинг тРНК, поліморфізм. 
Білок має сайт для зв'язування з нуклеотидами, іонами металів, ГТФ, іоном магнію. 
Локалізований у цитоплазмі.